# Greenwood (Columbia Britannica)
Greenwood è una municipalità del Canada situata nella parte meridionale della Columbia Britannica.